# Smolajny
Smolajny (deutsch Schmolainen) ist ein Dorf in der Gemeinde Dobre Miasto (Guttstadt) im Powiat Olsztyński (Allensteiner Kreis) in der polnischen Woiwodschaft Ermland-Masuren.

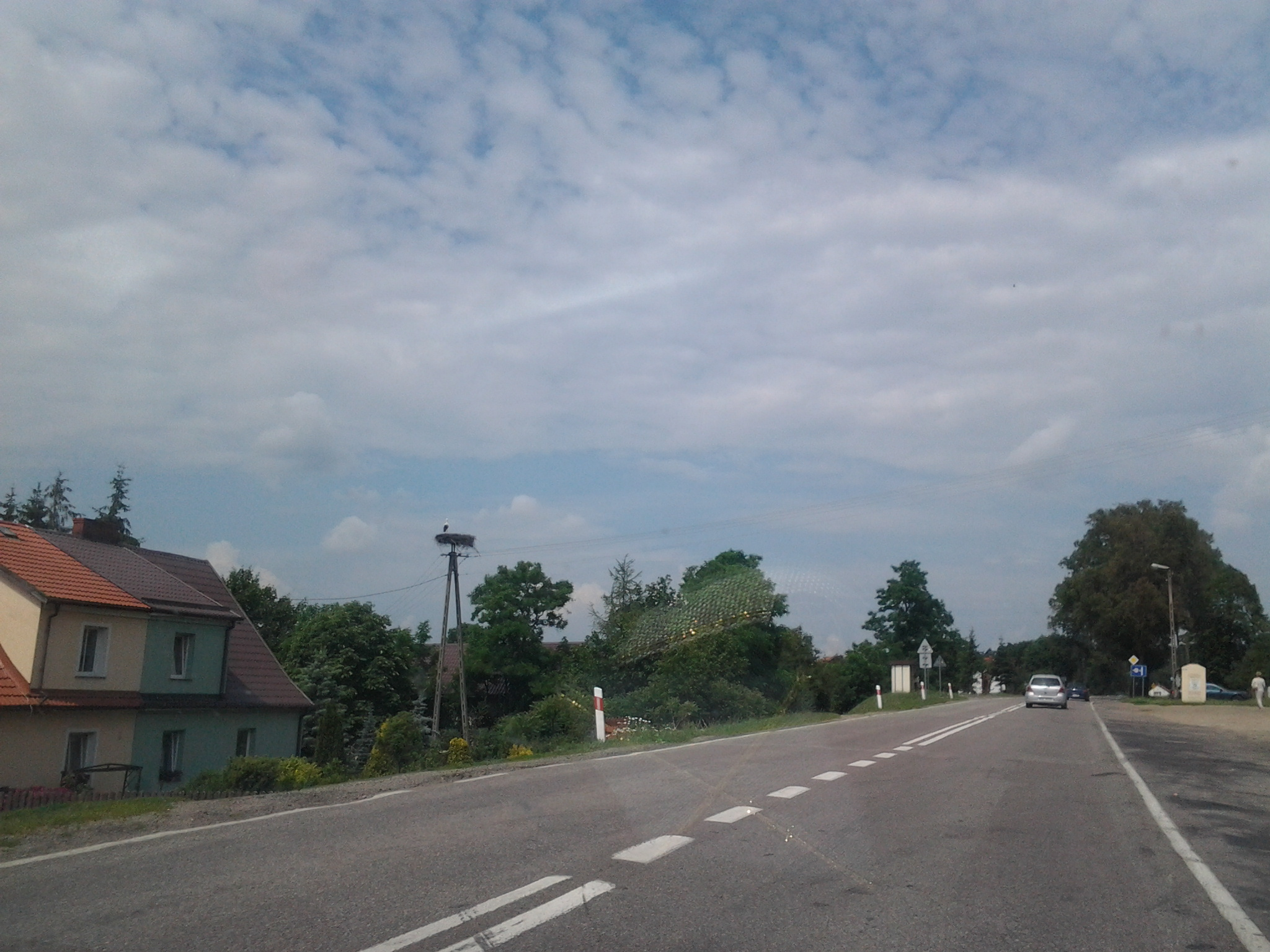
Ortsdurchfahrt Smolajny der DK 51

## Geografische Lage
Das Dorf liegt im historischen Ostpreußen, an der Alle, etwa fünf Kilometer nördlich von Guttstadt (Dobre Miasto), 18 Kilometer südwestlich von Heilsberg (Lidzbark Warmiński) und 28 Kilometer nördlich von Allenstein (Olsztyn).

## Geschichte

Schmolainen (unterer Bildrand, rechte Bildhälfte), südöstlich von Wormditt und südwestlich von Heilsberg, auf einer Landkarte von 1910.

Das Dorf wurde 1290 von Bischof Heinrich I. Fleming gegründet und kam im 15. Jh. in den Besitz der Bischöfe von Ermland, die dort ihre Sommerfrische verbrachten. In den Kriegen der Jahre 1414, 1454, 1519–1521 und 1709 wurde es zerstört und immer wieder aufgebaut. Der heutige Bau entstand von 1741 bis 1746 unter Bischof Adam Stanislaus Grabowski.
Im Jahr 1945 gehörte Schmolainen zum Landkreis Heilsberg im Regierungsbezirk Königsberg der Provinz Ostpreußen in Preußen.
Gegen Ende des Zweiten Weltkriegs wurde die Region Anfang 1945 von der Roten Armee besetzt. Im Sommer 1945 wurde Schmolainen von der sowjetischen Besatzungsmacht gemäß dem Potsdamer Abkommen zusammen mit der südlichen Hälfte Ostpreußens unter polnische Verwaltung gestellt.

## Bevölkerungsentwicklung
| Jahr | Einwohner | Anmerkungen |
| ---- | --------- | --- |
| 1816 | 276       | [ 2 ] |
| 1852 | 587       | davon 397 im Dorf und 190 auf dem Vorwerk |
| 1858 | 636       | davon 440 im Dorf (69 Evangelische und 371 Katholiken), 184 auf dem Vorwerk (46 Evangelische und 138 Katholiken) und zwölf im Schloss (eine evangelische Person und elf Katholiken) |
| 1871 | 640       | [ 5 ] |
| 1910 | 475       | davon 365 im Dorf, 97 auf dem Vorwerk und 13 im Schloss. |
| 1933 | 430       | [ 7 ] |
| 1939 | 716       | [ 7 ] |
| 2011 | 520       | [ 8 ] |

## Bischöfliche Sommerresidenz
Im Dorf befindet sich das Sommerschloss der Bischöfe von Ermland, das in den Jahren 1741 bis 1746 unter Bischof Adam Stanislaus Grabowski erbaut wurde und zum beliebten Aufenthaltsort seiner Nachfolger wurde. Ignacy Krasicki, Bischof von Ermland und Primas von Polen, ließ 1765 den Torturm errichten und nach 1782 einen Landschaftspark anlegen.
Das Schloss ist ein zweigeschossiger, einflügeliger Bau mit Mittelrisaliten an Vorder- und Gartenseite. Es wird von einem Walmdach bekrönt. Die Risalite tragen Dreiecksgiebel mit einer Wappenkartusche des Erbauers. Im Inneren haben sich im Erdgeschoss teilweise Tonnengewölbe und in einigen Räumen des Obergeschosses Stuckdecken erhalten. Nach dem Zweiten Weltkrieg wurde die Schlossanlage von einem Staatsgut genutzt. In dieser Zeit wurde die Anordnung der Räume durch Umbauten verändert und die historische Bausubstanz stark in Mitleidenschaft gezogen. Seit Anfang der 1970er Jahre beherbergt das Schloss eine Landwirtschaftsschule.
Auf einer Anhöhe nordwestlich steht ein Jagdhaus vom Ende des 18. Jahrhunderts.

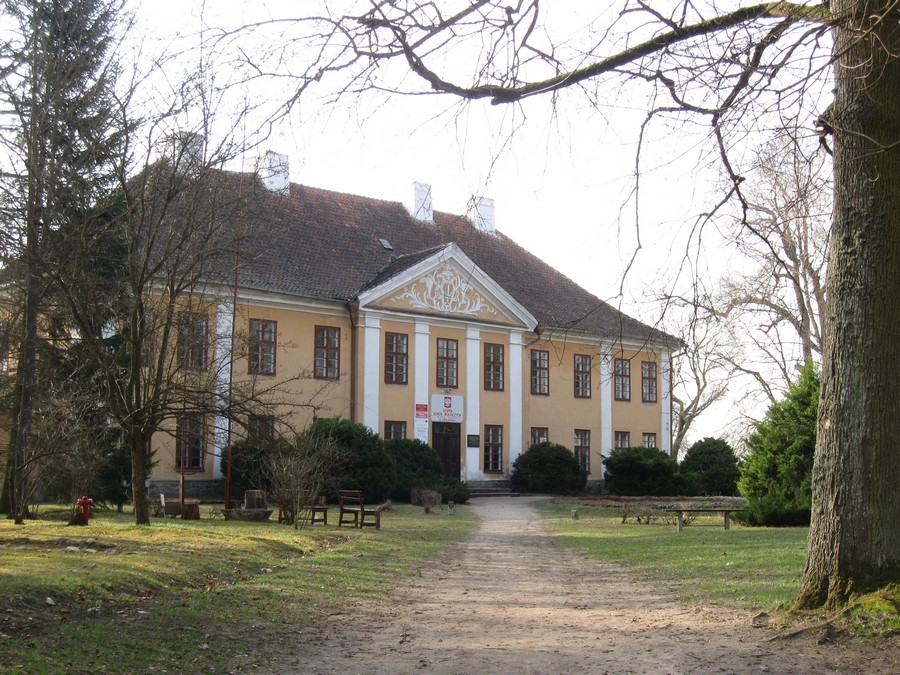
Sommersitz der Bischöfe von Ermland
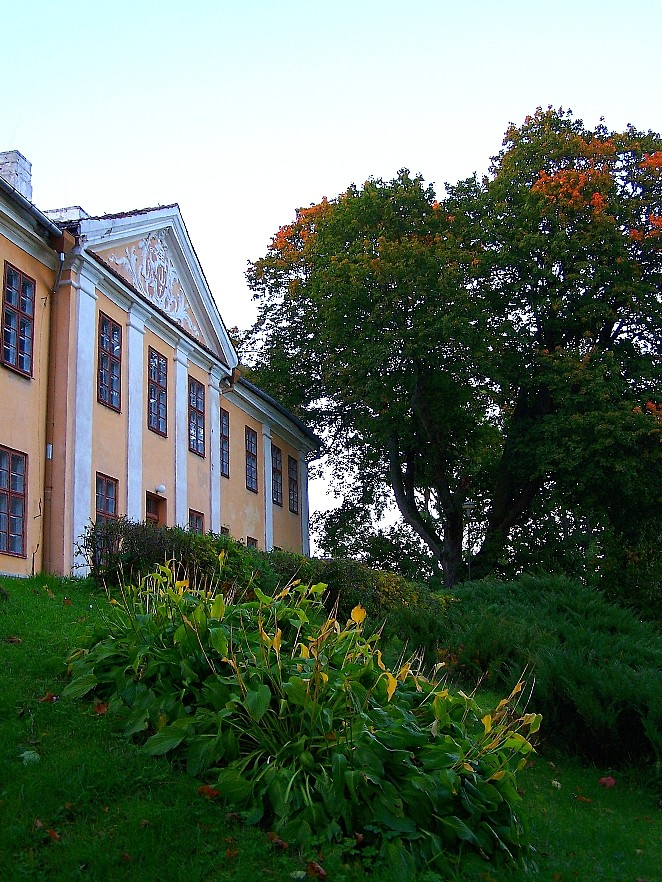
Tympanon mit bischöflicher Wappenkartusche
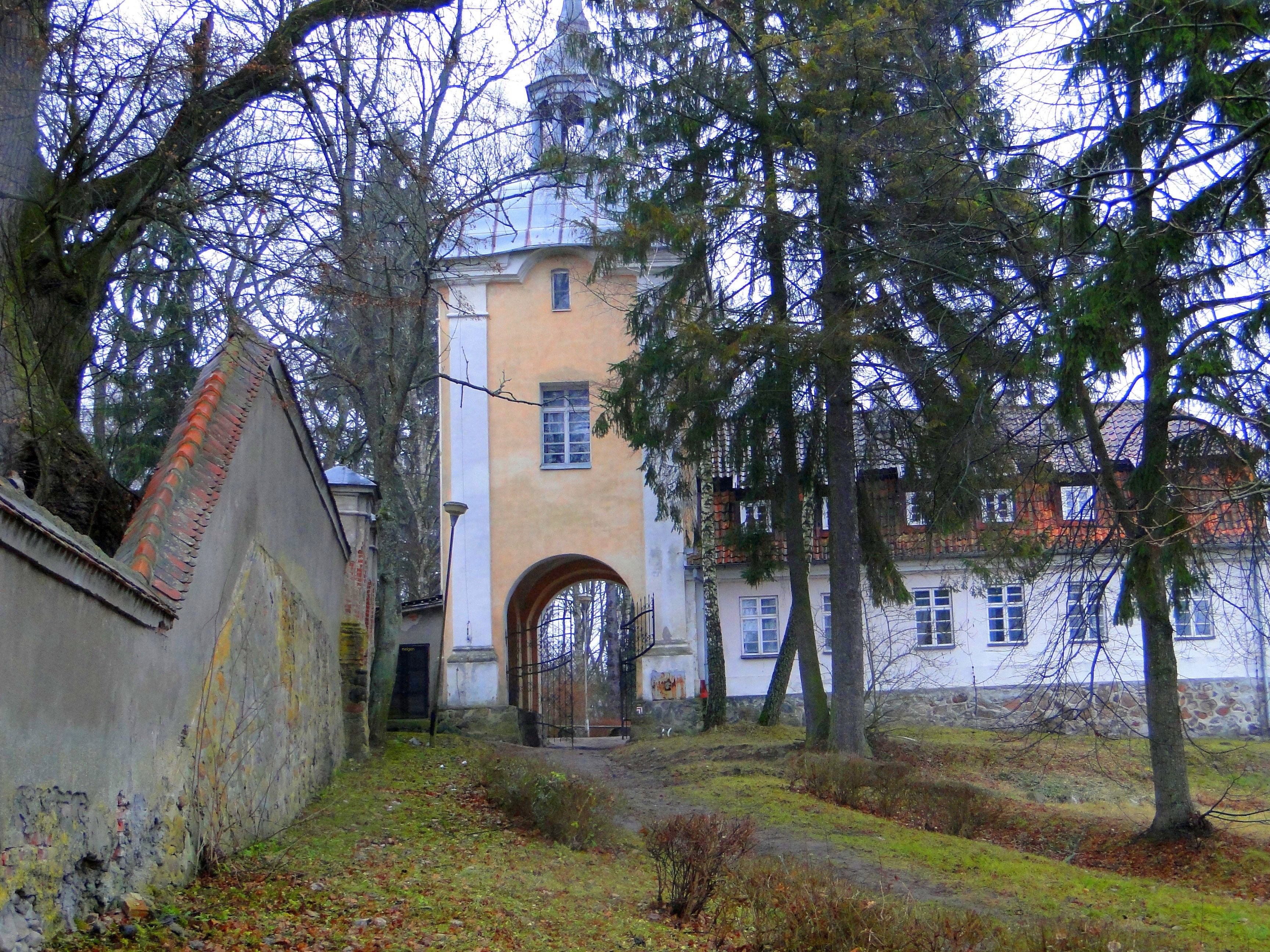
Torhaus